# Мисс Интернешнл 1976
Мисс Интернешнл 1976 (англ. Miss International 1976) — 16-й международный конкурс красоты Мисс Интернешнл. Проводился 2 июля 1976 года в Токио, Япония. Победительницей стала Софи Перен из Франции.

## Финальный результат
| Финальные результаты | Участница |
| -------------------- | --- |
| Мисс Интернешнл 1976 | - Франция — Софи Перен |
| 1-я вице-мисс        | - Бразилия — Вионет Риворед Фонсеко |
| 2-я вице-мисс        | - Индия — Нафиса Али |
| 3-я вице-мисс        | - США — Сьюзан Элизабет Карлсон |
| 4-я вице-мисс        | - Япония — Куми Накамура |
| Полуфиналистки       | - Австрия — Эльвира Ботемпо - Колумбия — Алисия Саэнс Мадрид - Великобритания — Жанет Вити - Гондурас — Виктория Анн Бейкер - Индонезия — Трези Ратри Астути - Филиппины — Мария Долорес Суарес Аскалон - Пуэрто-Рико — Ивонна Торрес Гарсиа - Испания — Виктория Мартин Гонсалес - Швеция — Мария Борхалль - Венесуэла — Бецабет Аяла |

## Специальные награды
| Награда                    | Участницы                                  |
| -------------------------- | ------------------------------------------ |
| Мисс Фотогеничность        | - Австрия — Эльвира Ботемпо                |
| Мисс Дружба                | - Гавайи — Дебби Ли                        |
| Лучший Национальный костюм | - Филиппины — Мария Долорес Суарес Аскалон |

## Участницы
| - Аргентина — Эстер Йоланда Фонсека - Австралия — Патрис Лесли Невелл - Австрия — Эльвира Ботемпо - Бельгия — Биатрис Либерт - Боливия — Марта Роса Баэса - Бразилия — Вионет Реворедо Фонсеко - Канада — Линн Хор - Чили — Мария Антониета Россело - Колумбия — Алисия Саэнс Мадрид - Коста-Рика — Марица Элисабет Ортис Кальво - Финляндия — Маарита Ханнеле Лесо - Франция — Софи Соня Перин (Universe и World 75) - Германия — Паула Бергнер - Великобритания — Джанет Уити - Греция — Мария Синаниду - Гуам — Телма Зенайда Хеханова - Гавайи — Дебби Ли - Нидерланды — Корнелия «Cora» Ивонна Киц - Гондурас — Виктория Анн Бейкер - Гонконг — Маргарет Цуй Мэй-Лин - Исландия — Сигрун Саэварсдоттир - Индия — Нафиса Али | - Индонезия — Трези Ратри Астути - Израиль — Дорит Коэн - Италия — Джоанна Авана - Япония — Куми Накамура - Республика Корея — Ан Ян-э - Люксембург — Кармен Пик - Малайзия — Фаузиа Арон (World 75) - Мексика — Алехандра Мора Урбина - Никарагуа — Мария Фиальос Кастельон - Филиппины — Мария Долорес «Dolly» Суарес Аскалон - Пуэрто-Рико — Ивонна Торрес Гарсиа - Сингапур — Сандра Джейн Бинни - Испания — Виктория Мартин Гонсалес - Шри-Ланка — Судаама Китчилан - Швеция — Мария Гунилла Борхалль - Швейцария — Беатрис Ашванден (Universe 75) - Французская Полинезия — Патриция Марева Сервоннат (World 76) - Таиланд — Дуангратана Тавиихокесубин - Уругвай — Исабель Ана Ферреро - США — Сюзан Элизабет Карлсон - Венесуэла — Бецабет Аяла - Югославия — Виктория Пик |

Из-за болезни матери представительница Греции Рания Теофилу (World 76) отказалась участвовать в конкурсе, и её заменила Мария Синаниду.

## Сноски
- Miss International 1976. veestarz.com. Дата обращения: 8 января 2014.